# Krummes Tief
Das Krumme Tief ist ein Gewässer in der Stadt Aurich und in den Gemeinden Großefehn und Ihlow im Landkreis Aurich in Ostfriesland.

## Verlauf
Das Krumme Tief entspringt als Geestbach (Niederungsbach) auf dem Oldenburgisch-ostfriesischen Geestrücken nahe der Ortschaft Akelsbarg in der Gemeinde Großefehn. Es nimmt auf seinem Weg durch die Gemeinde Großefehn und die Stadt Aurich das Kroglitzer Tief auf, das im Auricher Ortsteil Egels entspringt, und fließt weiter durch den Auricher Ortsteil Schirum, bevor es das Gebiet der Gemeinde Ihlow erreicht. Dabei bildet es zum Teil zunächst die Grenze zwischen Aurich und Großefehn und im Anschluss einen Teil der Grenze zwischen Aurich und Ihlow.
Südlich von Ihlowerfehn nimmt das Krumme Tief den Ihlowerfehnkanal auf, der um 1780 im Zuge der Kultivierung des Ihlowerfehns angelegt wurde. Über einen Zeitraum von mehreren Jahrzehnten diente es in seinem Unterlauf dem Abtransport von Torf aus Ihlowerfehn. Das Krumme Tief mündet schließlich nahe Simonswolde in das Fehntjer Tief, von wo aus eine schiffbare Verbindung nach Emden und Oldersum bestand. Die Torfschiffe brachten das Material auf dem ostfriesischen Kanalnetz bis in die Dörfer der Krummhörn. Auf ihrer Rückfahrt in die Fehnsiedlungen nahmen die Torfschiffer oftmals Kleiboden aus der Marsch sowie den Dung des Viehs mit, mit dem sie zu Hause ihre abgetorften Flächen düngten.